# 宽头拟腹吸鳅
宽头拟腹吸鳅（学名：Pseudogastromyzon laticeps）为平鳍鳅科拟腹吸鳅属的鱼类，是中国的特有物种。分布于广东海丰县莲花山山溪、独自流入南海等。该物种的模式产地在海丰县莲花山山溪。

## 扩展阅读
維基物種上的相關：宽头拟腹吸鳅